# Szövetségi elnök (Németország)

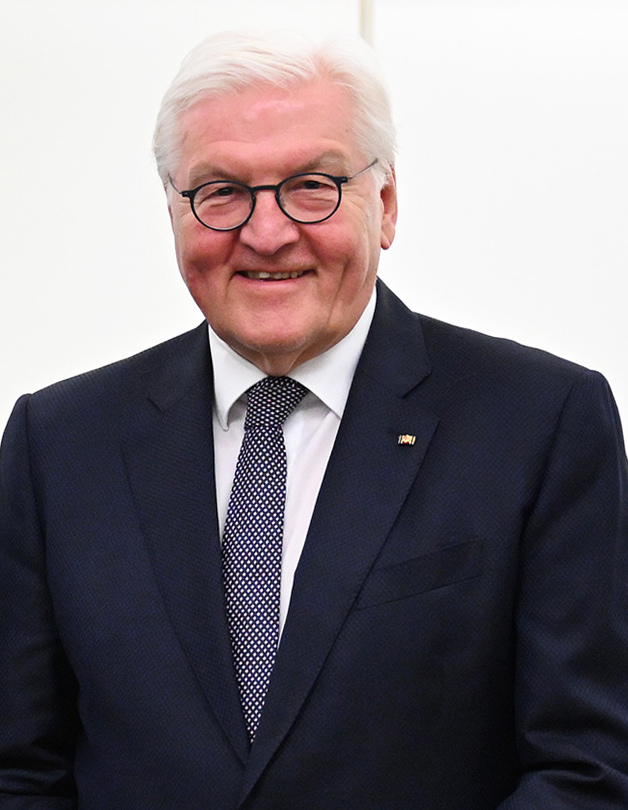
Frank-Walter Steinmeier, Németország szövetségi elnöke

Németország szövetségi elnöke (Bundespräsident) a Német Szövetségi Köztársaság államfője. A tisztséget 2017 óta Frank-Walter Steinmeier tölti be.